# James Mattis
James Norman "Jim" Mattis, född 8 september 1950 i Pullman, Washington, är en amerikansk pensionerad general i USA:s marinkår. Från den 20 januari 2017 till 31 december 2018 var Mattis USA:s försvarsminister.
Den 1 december 2016 meddelade USA:s då tillträdande president Donald Trump att han valt Mattis som försvarsminister. Trumps kabinett tillträdde den 20 januari 2017 och samma dag blev Mattis godkänd av senaten som försvarsminister. Mattis bekräftades av senaten med röstsiffrorna 98–1 för "ja". Senator Kirsten Gillibrand var den enda som röstade "nej".
Då Mattis betraktas som en hårdför och offensiv militär, med bland annat en bakgrund inom marinkåren, har han tilldragit sig smeknamnet "Mad Dog" (på svenska ilsken eller galen hund). 
Som försvarsminister har Mattis bekräftat USA:s engagemang för att försvara sedan länge allierade Sydkorea i kölvattnet av Nordkorea-krisen. Mattis har konsekvent betonat Rysslands hot mot världsordningen. Mattis har ibland uttryckt sin motsättning mot viss del av Trumps administrationspolitik, Mattis är motståndare för det föreslagna återkallandet av Irans kärnvapenavtal, och har kritiserat budgetnedskärningar som hindrar möjligheten att övervaka klimatförändringarnas inverkan. Enligt The Hill ska Mattis också ha avrått Trump från att försöka lönnmörda Bashar al-Assad, Syriens president.
Den 20 december 2018 meddelade Mattis att han skulle avgå. Hans avgång skulle verkställas den 28 februari 2019. Men tre dagar senare flyttade Trump fram hans avgångsdatum till 1 januari.
Under protesterna efter att George Floyd dödades kritiserade Mattis den 2 juni 2020 Trump offentligt och kallade honom "den första presidenten under min livstid som inte försöker ena det amerikanska folket, han låtsas inte ens försöka. I stället försöker han splittra oss."

## Politiska åsikter
Mattis stödjer en tvåstatslösning mellan Israel och Palestina.
Mattis är bland annat känd för att ha varit kritisk mot hur Barack Obama och hans administration har hanterat IS, och har anklagat Iran för att vara det största hotet mot fred i Mellanöstern. Mattis oroas även över Rysslands inblandning i Syrienkriget och Ukraina.

## Privatliv
Mattis är livslång ungkarl som aldrig har varit gift och som inte har barn. Han förlovade sig med en kvinna som hette Alice Gillis, men hon ställde in bröllopet några dagar före ceremonin; hon ville inte belasta hans karriär.
Mattis har själv sagt att han inte äger någon tv, men att han läser desto mer militärhistoriska böcker, något som också gett honom smeknamnet "krigarmunken".